# مکسی (فیلم ۱۹۸۵)
مکسی (به انگلیسی: Maxie) فیلمی محصول سال ۱۹۸۵ و به کارگردانی پال آرون است. در این فیلم بازیگرانی همچون گلن کلوز، مندی پتینکین، روث گوردون، برنارد هاگز، والری کورتین، مایکل انسین، لیزا گیبونز و هری هملین ایفای نقش کرده‌اند.